# Myŏrak-san
Myŏrak-san är ett berg i Nordkorea.   Det ligger i provinsen Norra Hwanghae, i den södra delen av landet, 90 km söder om huvudstaden Pyongyang. Toppen på Myŏrak-san är 816 meter över havet.
Terrängen runt Myŏrak-san är kuperad norrut, men söderut är den platt. Myŏrak-san är den högsta punkten i trakten. Runt Myŏrak-san är det ganska tätbefolkat, med 248 invånare per kvadratkilometer. Närmaste större samhälle är Sinmak, 13,7 km norr om Myŏrak-san. Omgivningarna runt Myŏrak-san är en mosaik av jordbruksmark och naturlig växtlighet.